# António Valente da Fonseca
António Valente da Fonseca (Válega, Ovar, 19 de Novembro de 1884 - 26 de Fevereiro de 1972), foi um bispo católico português.

## Biografia
Frequentou o Seminário Maior do Porto, concluindo o curso de Teologia em 1906. Foi enviado para a Universidade Gregoriana, onde obteve doutoramento em Filosofia e Direito Canónico.
Foi ordenado padre em Roma, em 21 de Dezembro de 1907. Regressado a Portugal, paroquiou em Gondomar e em Cedofeita, na cidade do Porto. É nomeado bispo titular de Céramo e auxiliar de Vila Real em 23 de Outubro de 1931; recebeu a sagração episcopal a 21 de Fevereiro de 1932. Entrou na diocese de Vila Real em 8 de Maio do mesmo ano.
D. António Valente da Fonseca passou a bispo residencial de Vila Real a 31 de Maio de 1933, sendo entronizado a 29 de Julho. Teve como grande missão continuar a construção do Seminário de Vila Real e o fortalecimento da vida espiritual dos seus diocesanos. Deve-se a ele a construção da maior parte do Seminário de Vila Real. Além do legado material que deixou à diocese, D. António marcou um período de autêntica renovação espiritual. Empenhou-se muito na expansão da Acção Católica, desejando que ela se implantasse em todas as paróquias. O desenvolvimento da Acção Católica contribuiu muito para a renovação litúrgica e espiritual da vida paroquial. D. António Valente da Fonseca participou no Concílio Vaticano II.
Resignou ao cargo de bispo de Vila Real a 10 de Janeiro de 1967, sucedendo-lhe D. António Cardoso Cunha.